# Apostolos Andreasklooster
Apostolos Andreasklooster (Grieks: Μονή Απόστολος Ανδρέας) is een Cypriotisch-orthodox klooster in Noord-Cyprus. Het klooster bevindt zich ten zuiden van Kaap Apostolos Andreas, die is gelegen op het meest noordoostelijke punt van het eiland.
Het klooster werd anno 2009 nog bewoond door twee monialen en wordt door de Turks-Cypriotische politie bewaakt. Het is een trekpleister voor gelovigen van de Cypriotisch-Orthodoxe Kerk.
In 2011 sprak de Turkse premier Erdogan bij een bezoek aan het klooster de intentie uit om het gebouw op korte termijn te restaureren.

## Afbeeldingen van het klooster

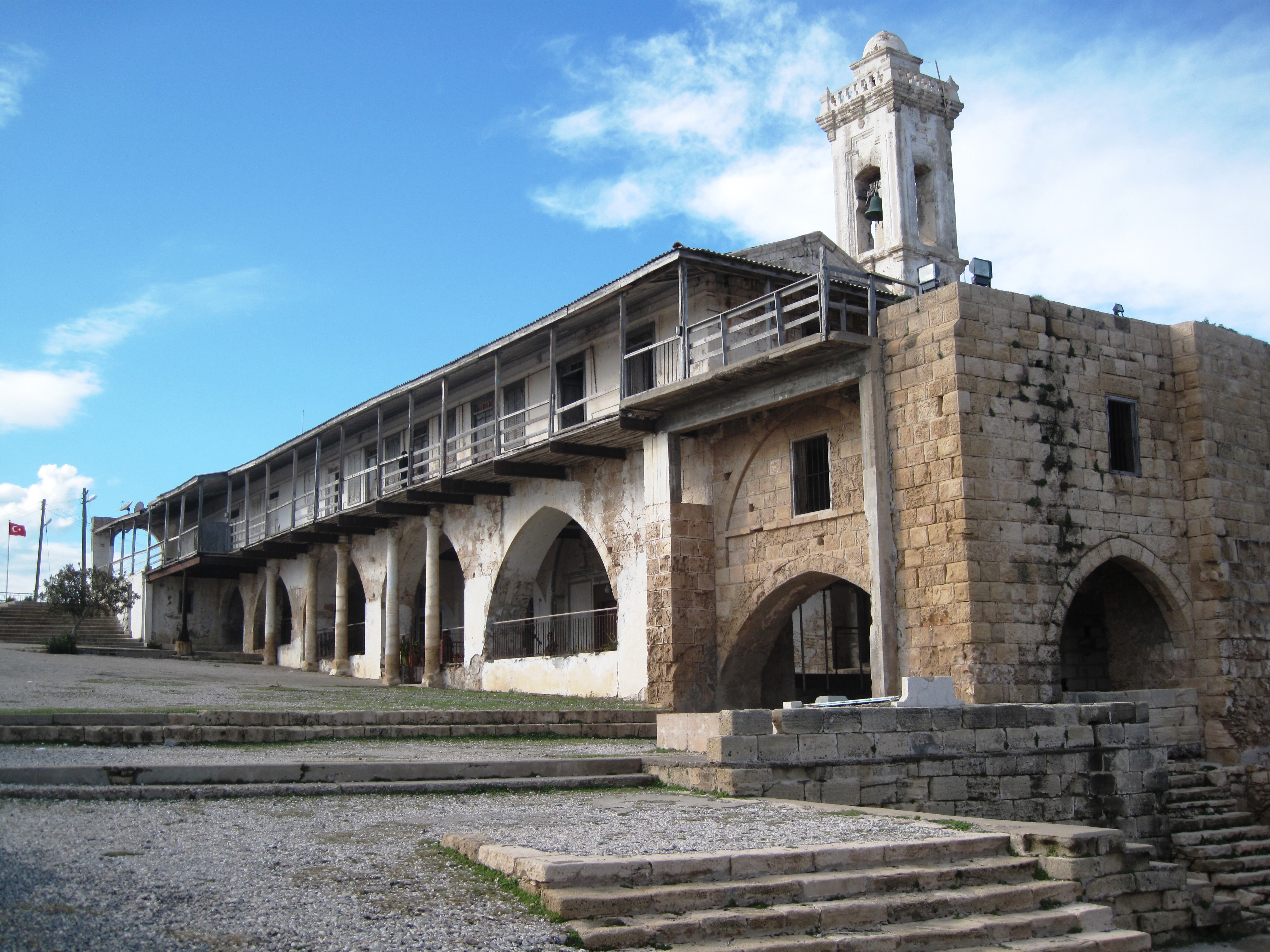
Het klooster
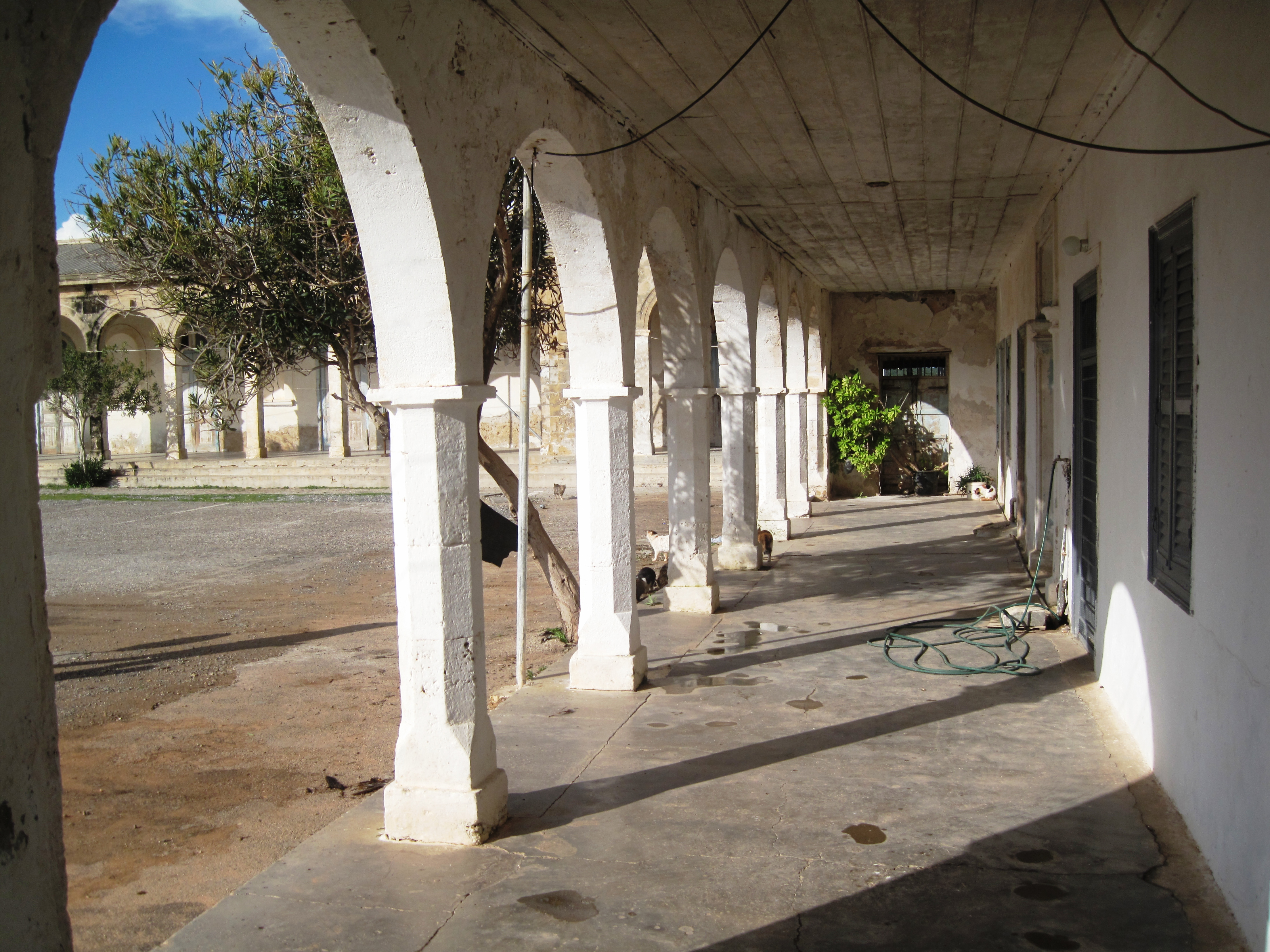
De bogen van het klooster
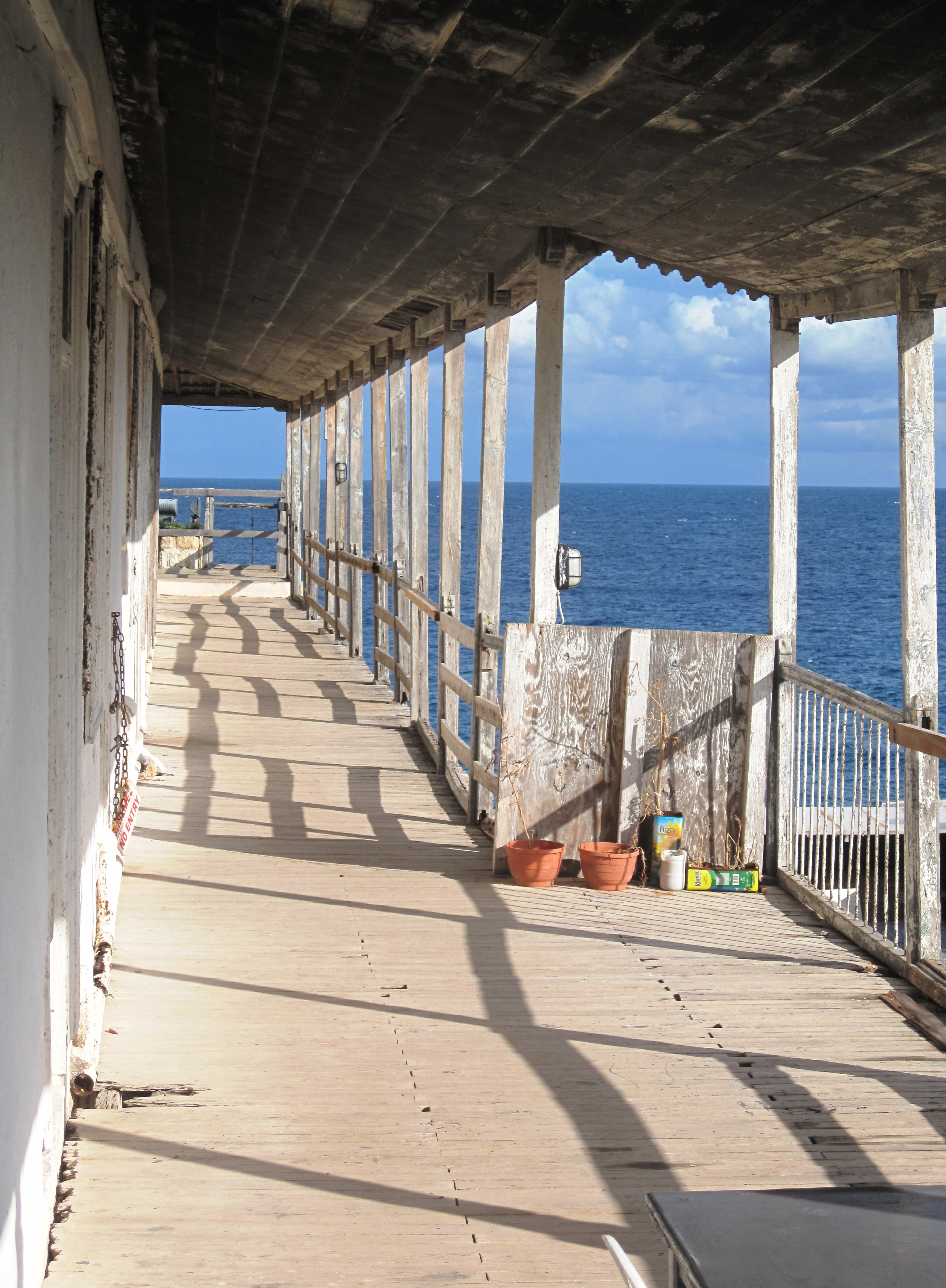
Uitzicht op zee
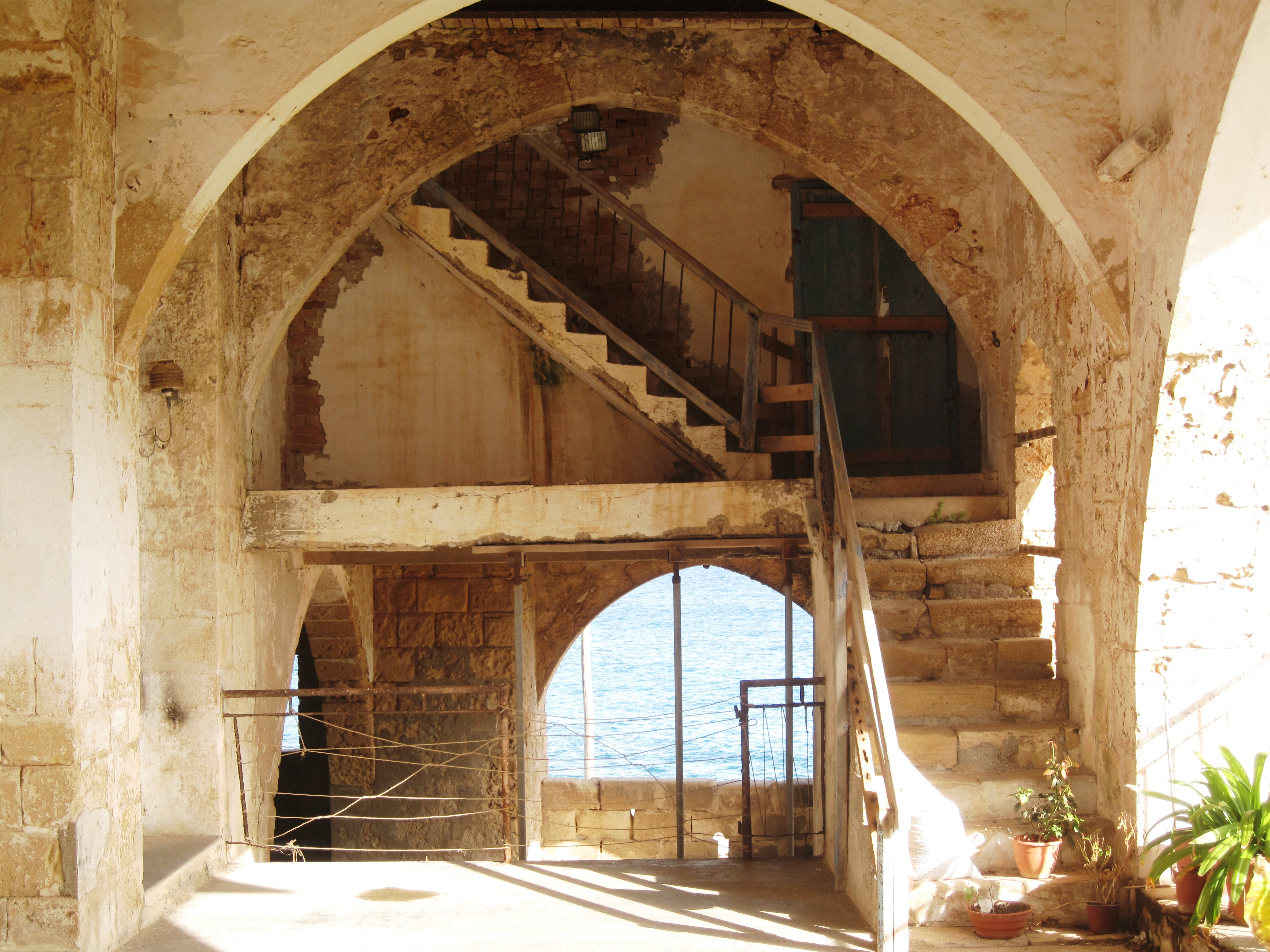
Verwaarloosd na 1974
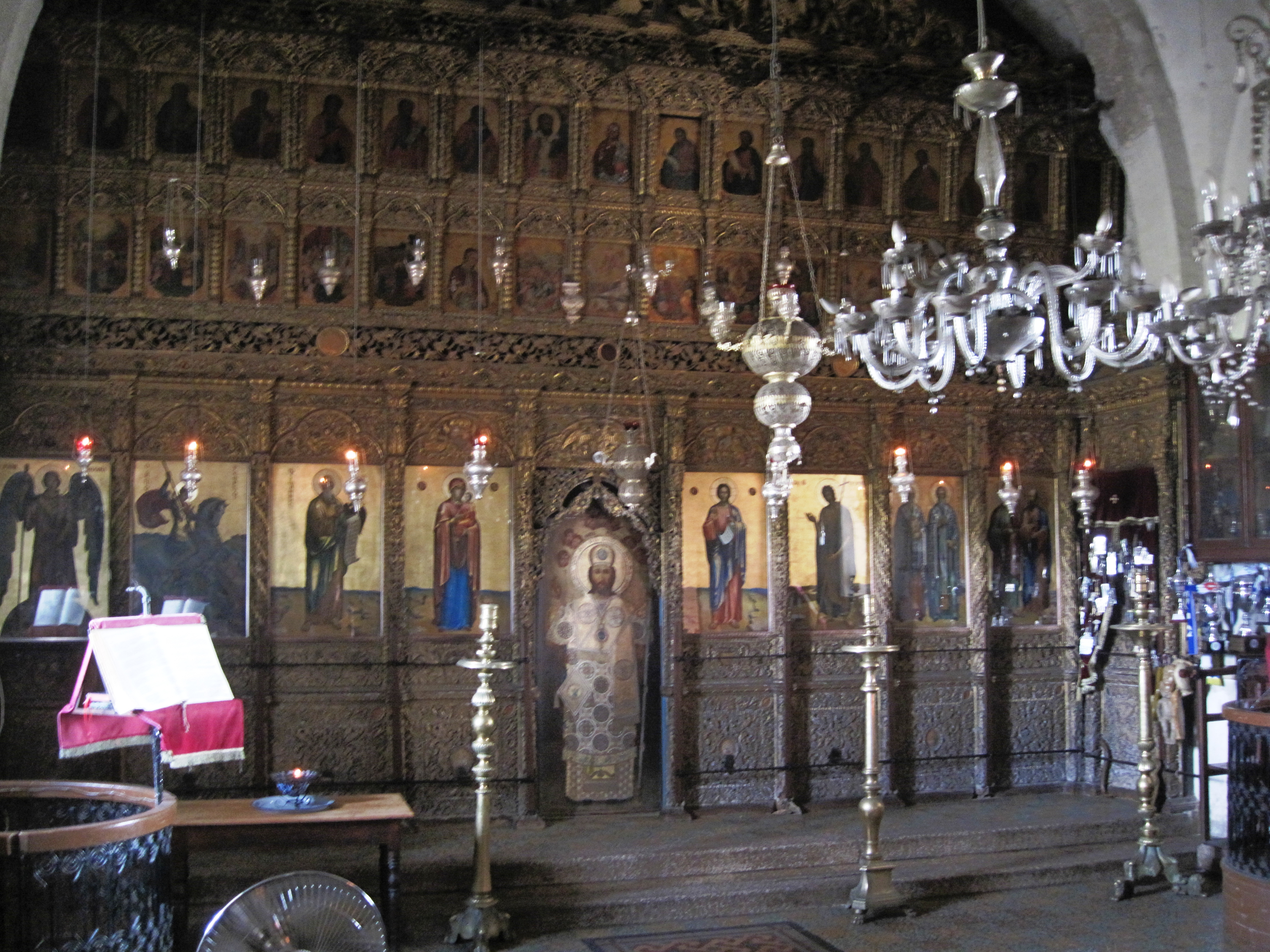
In de kloosterkerk